# چیورنیه براتیا
چیورنیه براتیا (انگلیسی: Chyornye Bratya) یک جزیره آتشفشانی در جزایر کوریل کشور روسیه است.